# スコット・モス
スコット・イアン・モス（Scott Ian Moss, 1994年10月6日 - ）は、アメリカ合衆国フロリダ州パームビーチ郡ボイントンビーチ出身のプロ野球選手（投手）。左投左打。MLBのフィラデルフィア・フィリーズ傘下所属。

## 経歴

### プロ入り前
2012年のMLBドラフト38巡目（全体1129位）でコロラド・ロッキーズから指名されたが、契約せずにフロリダ大学へ進学した。
2014年にはトミー・ジョン手術を受けている。

### プロ入りとレッズ傘下時代
2016年のMLBドラフト4巡目（全体108位）でシンシナティ・レッズから指名され、プロ入り。契約後、傘下のパイオニアリーグのルーキー級ビリングス・マスタングスでプロデビュー。10試合に先発登板して3勝1敗、防御率2.35、29奪三振を記録した。
2017年はA級デイトン・ドラゴンズでプレーし、26試合に先発登板して13勝6敗、防御率3.45、156奪三振を記録した。
2018年はA+級デイトナ・トーテュガスでプレーし、25試合に先発登板して15勝4敗、防御率3.68、112奪三振を記録した。
2019年はAA級チャタヌーガ・ルックアウツでプレーした。

### インディアンス傘下時代
2019年7月31日にレッズ、クリーブランド・インディアンス、サンディエゴ・パドレスが絡む三角トレードの一角として、ヤシエル・プイグやパドレスのフランミル・レイエスらと共にインディアンスへ移籍した。移籍後は傘下のAA級アクロン・ラバーダックスとAAA級コロンバス・クリッパーズでプレーし、移籍前を含めた3球団合計で26試合に先発登板して10勝6敗、防御率2.96、159奪三振を記録した。オフの11月20日にルール・ファイブ・ドラフトでの流出を防ぐために40人枠入りした。
2020年は新型コロナウイルスの影響でマイナーリーグの試合が開催されず、メジャーにも昇格しなかったため、公式戦の登板は無かった。
2021年はAAA級コロンバスでプレーし、9試合（先発7試合）に登板して1勝5敗、防御率7.08、29奪三振を記録した。オフの11月19日にDFAとなった。

### フィリーズ傘下時代
2021年11月24日にウェイバー公示を経てフィラデルフィア・フィリーズへ移籍した。
2022年3月15日にDFAとなり、翌16日にマイナー契約で傘下のAAA級リーハイバレー・アイアンピッグスへ配属された。

## 投球スタイル
速球は90mph台前半を計測し、変化球では80mph台前半のチェンジアップを決め球としている。